# Derris hainanesis
Derris hainanesis är en ärtväxtart som beskrevs av Bunzo Hayata. Derris hainanesis ingår i släktet Derris och familjen ärtväxter. Inga underarter finns listade i Catalogue of Life.